# Гаража Леонід Федорович
Леоні́д Фе́дорович Гаража — український спортсмен-гирьовик, 2012 — тренер 1-ї категорії, капітан міліції.

## Короткий життєпис
1996 року закінчив ЗОШ, по тому навчався в Харківській державній академії залізничного транспорту, спеціальність «будівництво залізниць, шлях і шляхове господарство». У 1999—2000 роках служив в збройних силах України, прикордонні війська на українсько-польському кордоні.
2005 року з відзнакою закінчив навчання в Донецькому юридичному інституті МВС України, факультет кримінальної міліції, закінчив з відзнакою. У 2005—2006 роках працював оперуповноваженим, станція Лозова Південної залізниці.
З 2006 року — в Донецькому юридичному інституті МВС України, згодом обійняв посаду заступника начальника курсу з виховної та соціальної роботи слідчо-криміналістичного факультету.

## Спортивний шлях
Спортом займався з дитинства, гирьовим — з 2002 року. 2008-го на чемпіонаті України в Керчі виконав норматив кандидата у майстри спорту України, вагова категорія 65 кг, 2009-го в Луганську на чемпіонаті України — норматив майстра спорту України.
Досягнення
- бронзовий призер чемпіонату світу у поштовху довгим циклом, 2013,
- срібний призер чемпіонату України у поштовху довгим циклом, 2012,
- бронзовий — 2010 й 2013 і срібний — 2012 призер кубків України,
- неодноразовий переможець і призер міжнародних турнірів і відомчих змагань.

Разом із Артуром Сасіком і Русланом Венжегою займається тренерською роботою — в секції гирьового спорту Донецького юридичного інституту МВС.
Серед учнів — Клименко Станіслав Ігорович.